# Emma Laine
Emma Johanna Laine (Karlstad, 26 marzo 1986) è un'allenatrice di tennis ed ex tennista finlandese.

## Biografia
Raggiunse il suo best ranking in singolare il 7 agosto 2006 con la 50ª posizione; nel doppio divenne, il 30 ottobre 2006, la 118ª del ranking WTA.
In singolare, vinse sette tornei del circuito ITF Women's Circuit, di cui due con un montepremi di 25 000 dollari. Nei tornei del grande slam raggiunse in quattro occasioni il secondo turno, senza mai riuscire a superarlo. Maggiori successi sono stati ottenuti nel doppio; vinse infatti ben ventinove tornei del circuito ITF, tra cui il Torneo Internazionale Femminile Antico Tiro a Volo, torneo con un montepremi di 100 000 dollari, in coppia con la polacca Marta Domachowska.
È tuttora la giocatrice più vincente della squadra finlandese di Fed Cup con un bilancio complessivo di quarantatré vittorie e diciotto sconfitte tra singolare e doppio.

## Statistiche

### Tornei minori

#### Vittorie (7)
| Torneo 100 000 $ (0) |
| Torneo 75 000 $ (0)  |
| Torneo 50 000 $ (0)  |
| Torneo 25 000 $ (2)  |
| Torneo 10 000 $ (5)  |

| N. | Data              | Torneo                                      | Superficie    | Avversaria in finale | Punteggio              |
| 1. | 26 gennaio 2004   | AEGON Pro Series Tipton, Tipton             | Cemento (i)   | Liana Ungur          | 6(4)–7, 6-2, 6-3       |
| 2. | 16 febbraio 2004  | Internazionali della Franciacorta, Capriolo | Sintetico (i) | Nika Ožegović        | 7–6(6), 6(4)–7, 7–6(4) |
| 3. | 5 aprile 2004     | Cofimar Cup, Torre del Greco                | Terra rossa   | Chanelle Scheepers   | 3-6, 6-4, 6-0          |
| 4. | 20 settembre 2004 | The Jersey International, Isola di Jersey   | Cemento (i)   | Elena Baltacha       | 3-6, 6-2, 6-1          |
| 5. | 17 agosto 2005    | Ranka Ladies Open, Helsinki                 | Cemento       | Irina Kuzmina        | 6-0, 6-2               |
| 6. | 14 gennaio 2009   | AEGON Pro Series Glasgow, Glasgow           | Cemento (i)   | Stéphanie Vongsouthi | 4-6, 6-2, 7–6(2)       |
| 7. | 4 agosto 2009     | Savitaipale Ladies Open, Savitaipale        | Terra rossa   | Anett Schutting      | 7-5, 6-1               |

#### Doppio

##### Vittorie (29)
| Torneo 100 000 $ (1) |
| Torneo 75 000 $ (2)  |
| Torneo 50 000 $ (1)  |
| Torneo 25 000 $ (21) |
| Torneo 10 000 $ (4)  |

| N.  | Data              | Torneo                                                   | Superficie      | Compagna              | Avversaria in finale                         | Punteggio           |
| 1.  | 16 febbraio 2004  | Internazionali della Franciacorta, Capriolo              | Sintetico (i)   | Essi Laine            | Jolanda Mens Stefanie Weis                   | 6-3, 6-3            |
| 2.  | 16 agosto 2004    | Westend Ladies Tennis Cup, Westende                      | Cemento         | Veronika Chvojková    | Janette Bejlková Tatjana Maria               | 6-4, 7-5            |
| 3.  | 6 settembre 2004  | Torneo Internacional Ciudad de Alcorcón, Madrid          | Cemento         | Hanna Nooni           | Kildine Chevalier Marta Fraga Pérez          | 6-3, 7–6(3)         |
| 4.  | 13 settembre 2004 | ITF Women's Circuit Manchester, Manchester               | Cemento (i)     | Essi Laine            | Hannah Collin Anna Hawkins                   | 6-4, 6-4            |
| 5.  | 20 settembre 2004 | The Jersey International, Isola di Jersey                | Cemento (i)     | Kathrin Wörle         | İpek Şenoğlu Anouska van Exel                | 1-6, 6-1, 6-1       |
| 6.  | 7 febbraio 2005   | Internazionali della Franciacorta, Capriolo              | Cemento (i)     | Marija Korytceva      | Klaudia Jans-Ignacik Alicja Rosolska         | 3-6, 6-4, 7-5       |
| 7.  | 8 maggio 2007     | Torneo Internazionale Femminile Antico Tiro a Volo, Roma | Terra rossa     | Marta Domachowska     | Maret Ani Caroline Maes                      | 1-0, ritiro         |
| 8.  | 16 maggio 2007    | Zagreb Open, Zagabria                                    | Terra rossa     | Ágnes Szávay          | Klaudia Jans-Ignacik Alicja Rosolska         | 6-1, 6-2            |
| 9.  | 26 settembre 2007 | ITF Women's Circuit Nottingham, Nottingham               | Cemento         | Caroline Maes         | Anna Fitzpatrick Ana Veselinović             | 3-6, 7–6(4), [10-6] |
| 10. | 20 maggio 2008    | ITF Women's Circuit Moscow, Mosca                        | Terra rossa     | Teodora Mirčić        | Marija Kondrat'eva Oksana Uzhylovska         | 7–6(5), 6-2         |
| 11. | 16 luglio 2008    | Darmstadt Tennis International, Darmstadt                | Terra rossa     | Heidi El Tabakh       | Michelle Gerards Marcella Koek               | 6-3, 6-4            |
| 12. | 18 agosto 2008    | Westend Ladies Tennis Cup, Westende                      | Cemento         | Debbrich Feys         | Rebeca Bou Nogueiro Julija Parasjuk          | 7-5, 7-5            |
| 13. | 30 settembre 2008 | OrtoLääkärit Open, Helsinki                              | Cemento (i)     | Johanna Larsson       | Patricia Mayr-Achleitner Marie-Ève Pelletier | 6-4, 6-2            |
| 14. | 7 ottobre 2008    | AEGON Pro Series Barnstaple, Barnstaple                  | Cemento (i)     | Kelly Anderson        | Erica Krauth Hanna Nooni                     | 6-2, 6-3            |
| 15. | 25 novembre 2008  | Dunlop World Challenge, Toyota                           | Sintetico (i)   | Melanie South         | Kimiko Date Han Xinyun                       | 6-1, 7-5            |
| 16. | 10 febbraio 2009  | Rexona SALK Ladies, Stoccolma                            | Cemento (i)     | Violette Huck         | Melanie Klaffner Ksenija Milevskaja          | 3-6, 7–6(5), [10-8] |
| 17. | 28 luglio 2009    | Tampere Open, Tampere                                    | Terra rossa     | Sandra Roma           | Alizé Lim Vivienne Vierin                    | 6-4, 6-3            |
| 18. | 29 settembre 2009 | OrtoLääkärit Open, Helsinki                              | Cemento (i)     | Melanie South         | Johanna Larsson Anna Smith                   | 6-3, 6-3            |
| 19. | 21 ottobre 2009   | AEGON Pro Series Glasgow, Glasgow                        | Cemento (i)     | Melanie South         | Evelyn Mayr Julia Mayr                       | 6-3, 6-2            |
| 20. | 13 aprile 2010    | Limburg Open, Tessenderlo                                | Terra rossa (i) | Magdalena Kiszczyńska | Olga Brózda Barbara Sobaszkiewicz            | 6-4, 6-1            |
| 21. | 21 giugno 2010    | Rolls Royce Women's Cup Kristinehamn, Kristinehamn       | Terra rossa     | Mervana Jugić-Salkić  | Julia Glushko Pemra Özgen                    | 6-2, 6-3            |
| 22. | 28 giugno 2010    | Swedish Ladies Ystad, Ystad                              | Terra rossa     | Mervana Jugić-Salkić  | Tetjana Arefyeva Anastasija Litovčenko       | 6-1, 6-1            |
| 23. | 13 luglio 2010    | AEGON Pro Series Foxhills, Woking                        | Cemento         | Tímea Babos           | Jocelyn Rae Emelyn Starr                     | 6-2, 6-2            |
| 24. | 10 agosto 2010    | Tallinnk SEB Open, Tallinn                               | Cemento         | Melanie South         | Jing-Jing Lu Sheng-Nan Sun                   | 6-3, 6-4            |
| 25. | 16 novembre 2010  | Slovak Open, Bratislava                                  | Cemento (i)     | Irena Pavlović        | Claire Feuerstein Valerija Savinych          | 6-4, 6-4            |
| 26. | 2 febbraio 2011   | AEGON Pro Series Sutton, Sutton                          | Cemento (i)     | Melanie South         | Marta Domachowska Darija Jurak               | 6-3, 5-7, [10-8]    |
| 27. | 20 giugno 2011    | Rolls Royce Women's Cup Kristinehamn, Kristinehamn       | Terra rossa     | Mervana Jugić-Salkić  | Tímea Babos Ksenija Lykina                   | 6-4, 6-4            |
| 28. | 19 ottobre 2011   | AEGON Pro Series Glasgow, Glasgow                        | Cemento (i)     | Kristina Mladenovic   | Yvonne Meusburger Stephanie Vogt             | 6-2, 6-4            |
| 29. | 22 novembre 2011  | OrtoLääkärit Open, Helsinki                              | Cemento (i)     | Janette Husárová      | Tímea Babos Iryna Burjačok                   | 5-7, 7-5, [11-9]    |

### Risultati in progressione
| Sigla | Risultato               |
| ----- | ----------------------- |
| V     | Vincitore               |
| F     | Finalista               |
| SF    | Semifinalista           |
| O     | Oro olimpico            |
| A     | Argento olimpico        |
| SF    | Bronzo olimpico         |
| QF    | Quarti di Finale        |
| 4T    | Quarto turno            |
| 3T    | Terzo turno             |
| 2T    | Secondo turno           |
| 1T    | Primo turno             |
| RR    | Round Robin             |
| LQ    | Turno di qualificazione |
| A     | Assente                 |
| ND    | Non disputato           |

| Legenda superfici    |
| -------------------- |
| Cemento              |
| Terra battuta        |
| Erba                 |
| Superficie variabile |

#### Singolare nei tornei del Grande Slam
| Torneo          | 2005 | 2006 | 2007 | 2008 | 2009 | 2010 | 2011 | 2012 |
| --------------- | ---- | ---- | ---- | ---- | ---- | ---- | ---- | ---- |
| Australian Open | A    | 2T   | 1T   | A    | A    | A    | A    | A    |
| Open di Francia | A    | 2T   | 1T   | A    | A    | A    | A    | A    |
| Wimbledon       | A    | 1T   | A    | A    | A    | A    | A    | A    |
| US Open         | 2T   | 2T   | A    | A    | A    | A    | A    | A    |

#### Doppio nei tornei del Grande Slam
| Torneo          | 2005 | 2006 | 2007 | 2008 | 2009 | 2010 | 2011 | 2012 |
| --------------- | ---- | ---- | ---- | ---- | ---- | ---- | ---- | ---- |
| Australian Open | A    | 1T   | 1T   | A    | A    | A    | A    | A    |
| Open di Francia | A    | 2T   | 2T   | A    | A    | A    | A    | A    |
| Wimbledon       | A    | 3T   | 2T   | A    | A    | A    | A    | A    |
| US Open         | A    | 2T   | 1T   | A    | A    | A    | A    | A    |

#### Doppio misto nei tornei del Grande Slam
| Torneo          | 2005 | 2006 | 2007 | 2008 | 2009 | 2010 | 2011 | 2012 |
| --------------- | ---- | ---- | ---- | ---- | ---- | ---- | ---- | ---- |
| Australian Open | A    | A    | A    | A    | A    | A    | A    | A    |
| Open di Francia | A    | A    | A    | A    | A    | A    | A    | A    |
| Wimbledon       | A    | A    | 2T   | A    | A    | A    | A    | A    |
| US Open         | A    | A    | A    | A    | A    | A    | A    | A    |